# Jean-Pierre Goy
Pour les articles homonymes, voir Goy (homonymie).
Jean-Pierre Goy, né le 30 mars 1961 à Bourgoin-Jallieu, est un cascadeur français.

## Biographie
Jean-Pierre Goy est notamment la doublure moto de James Bond.
Il dirige aussi depuis plusieurs années[Quand ?] une école de pilotage à Montalieu-Vercieu.
Jean-Pierre Goy a grandi à Chavanoz jusqu’à l’âge de 20 ans, naviguant ensuite dans le secteur entre Chozeau, Hières-sur-Amby et enfin Bourgoin-Jallieu son lieu de naissance.
Il est marié et a une fille.
Le 3 septembre 1991, devant les caméras, il roule sur les arches du Pont de Loyettes. Son exploit passe sur les télévisions américaine et anglaise.
C’est ainsi que Vic Armstrong, le réalisateur de James Bond, le repère pour le film Demain ne meurt jamais.
La carrière du Nord-Isérois commence alors.

## Distinctions
En 2008, Jean-Pierre Goy décroche aux États-Unis le prix du meilleur cascadeur pour sa prestation dans l'un des Batman.

## Filmographie
D'après.
- 1989 : Commissaire Moulin : cascades moto "Paris"
- 1989 : Simon Templar : cascades moto "Paris"
- 1989 : Les Princes de la ville : cascades moto "Paris"
- 1990 : Commissaire Moulin : cascades moto "Paris"
- 1990 : Jackie Chan, Opération Condor : cascades moto "Alicantes"
- 1997 : James Bond, Demain ne meurt jamais : cascades moto "London - Bangkok"
- 1999 : Au-dessus des nuages : cascades moto "Rome"
- 2007 : Batman, The Dark Knight : Le Chevalier noir : cascades moto "London - Chicago"
- 2007 : Man on the run : travelling moto "Belfast"
- 2009 : Wolfman : travelling moto, Pinewood Studios
- 2009 : Inception : travelling quad "Tanger" Maroc
- 2009 : Night and Day : travelling moto "Seville" Espagne
- 2010 : Captain America: First Avenger : travelling moto et quad GG, Pinewood Studios
- 2010 : Low Life : cascades moto et travelling quad Kawasaki "Lyon"
- 2011 : Préparation Batman: The Dark Knight Returns : cascade moto et coaching pilotage de Jolene Van Vugt, "London"
- 2011 : The Dark Knight Rises : cascades moto et coaching "Pittsburg - Los Angeles"
- 2011 : Jason Bourne : L'Héritage : cascade moto et coaching acteur, "Manille - Philippines"
- 2012 : Skyfall : doublure "Istambul - Adana"

## Palmarès moto partiel
Sources : communiques-presse.com et ladepeche.fr,.

### Trial
- 1981 : Vainqueur du Kick Star de la Coupe du monde de Trial Indoor
- 1982 : Champion de France Trial Indoor

### Records
- 221 kilomètres sur la roue arrière[8]
- 156,45 mètres sur la roue avant sur une trial et 112,50 m sur une 650 BMW